# Coivert
Coivert település Franciaországban, Charente-Maritime megyében. Lakosainak száma 196 fő (2022. január 1.). Coivert Blanzay-sur-Boutonne, La Croix-Comtesse, Dampierre-sur-Boutonne, La Jarrie-Audouin, Saint-Martial, Saint-Séverin-sur-Boutonne, Vergné és Villeneuve-la-Comtesse községekkel határos.

## Népesség
A település népességének változása:
| Lakosok száma | 275  | 245  | 222  | 228  | 234  | 219  | 213  | 212  | 207  | 196  |
|               | 1968 | 1982 | 1990 | 2006 | 2013 | 2015 | 2017 | 2019 | 2020 | 2022 |